# Діамантова сітка (яйце Фаберже)
Імператорське великоднє яйце «Діамантова сітка» — ювелірний виріб фірми Карла Фаберже, виготовлений на замовлення російського імператора Олександра III у 1892 році. Було подароване імператором дружині Марії Федорівні.

## Дизайн
Яйце «Діамантова сітка» тонко вирізьблене із напівпрозорого блідо-зеленого бавеніту. Зверху і знизу яйця закріплені два великих діаманти; від них відходять 16 накладних смужок із срібла і діамантів огранювання «троянда», які утворюють навколо яйця орнамент у вигляді трельяжної решітки. Всередині яйце покрите білим атласом і має простір для сюрпризу.
Підставка яйця загублена. Вона мала форму круглого п'єдесталу блідо-зеленого кольору з трьома срібними херувимами, які підтримували яйце. Вважається, що ці три херувими зображали трьох синів імператорського подружжя: Миколу (майбутнього імператора Миколу ІІ), Георгія і Михайла.

### Сюрприз
Це був мініатюрний механічний слон і ключ для заводу механізму. Фігурка слона була виготовлена із слонової кістки, частково покрита емаллю і інкрустована діамантами.
Схожа фігурка слона є сюрпризом яйця «Соснова шишка», яке було виготовлене фірмою Фаберже у 1900 році на замовлення родини Кельхів.?

## Історія
Згідно з рахунком фірми Фаберже від 7 квітня 1892 року, вартість яйця становила 4,750 рублів.